# Etec Albert Einstein
A Etec Albert Einstein é uma instituição pública, ministrada pelo Centro Paula Souza.
Segundo resultados do Enem 2018 e 2017, a escola ficou na 125º posição entre as escola do Estado de São Paulo com a maior nota no exame, sendo a 8º melhor Etec do estado e a 6º melhor escola da Zona norte de São Paulo.
A escola oferece diversos cursos presenciais e online que para poder se matricular é necessário passar num processo seletivo através de um vestibulinho feito pelo Centro Paula Souza.

## Ensino
Alguns cursos oferecidos pela escola são:

### Cursos Técnicos (Presencial)
- Técnico de Administração (Período: Tarde e noite)
- Desenvolvimento de Sistemas (Período: Noite)
- Design de Interiores (Período: Noite)
- Eletrônica (Período: Noite)
- Secretariado (Período: Noite)
- Serviços Jurídicos (Período: Noite)

### Cursos Técnicos (Ead - Online)
- Técnico de Administração
- Técnico em Comércio
- Desenvolvimento de Sistemas
- Gestão de Projetos - Especialização
- Guia de Turismo
- Secretariado

### Ensino Médio
- Ensino Médio (Período: Manhã)
- Novo Ensino Médio - Linguagens, Ciências Humanas e Sociais (Período: Tarde)
- Ensino Médio com Habilitação Profissional de Técnico em Administração - Novotec integrado (Período: Manhã/Tarde)
- Ensino Médio com Habilitação Profissional de Técnico em Comunicação Visual - Novotec integrado (Período: Manhã/Tarde)
- Ensino Médio com Habilitação Profissional de Técnico em Desenvolvimento de Sistemas - Novotec integrado
- Ensino Médio com Habilitação Profissional de Técnico em Eletrônica - Novotec integrado (Período: Manhã/Tarde)
- Ensino Médio com Habilitação Profissional de Técnico em Eventos - Novotec integrado (Período: Tarde)
- Ensino Médio com Habilitação Profissional de Técnico em Informática Para Internet - Novotec integrado (Período: Tarde)
- Ensino Médio com Habilitação Profissional de Técnico em Serviços Jurídicos - Novotec integrado (Período: Manhã)

## Ingresso

### Processo Seletivo
Para realizar matrícula na escola é necessário primeiro passar por um processo seletivo (assim como nas demais Etec's), apelidado de "Vestibulinho", a prova é marcada sempre em um domingo e contém 50 questões sobre assuntos do ensino fundamental, possuindo duração de 4 horas de duração.

## Estrutura
A escola conta com uma estrutura capaz de atender centenas de alunos , podendo citar:
- 21 salas de aula com capacidade para 40 alunos
- 1 laboratório de biológicas
- 5 laboratórios de informática para o atendimento dos alunos do Curso de Informática
- 3 laboratórios de informática para simulação virtual no curso de eletrônica
- 2 laboratórios de informática para o curso de design de interiores e comunicação visual com computadores iMac.
- 1 laboratório de informática para o atendimento dos alunos do Ensino Técnico
- 2 laboratórios de controle e automação industrial e pneumática
- 2 salas de vídeo com recursos de multimídia
- 1 anfiteatro com capacidade para 180 pessoas
- 1 quadra poliesportiva coberta e com iluminação
- 3 salas com pranchetários para desenho técnico e arquitetônico
- 3 laboratórios de eletrônica
- 1 laboratório de eletrotécnica, eletroeletrônica e eletromecânica
- 1 laboratório de telecomunicações e rede para os cursos de eletrônica e informática